# Copecion
Copecion — рід ранніх травоїдних ссавців, який входив до родини Phenacodontidae.